# HD 68988 b
HD 68988 b는 큰곰자리 방향으로 지구로부터 약 192광년 떨어진 곳에 있는 외계 행성이다. 어머니 항성은 분광형 G의 HD 68988이다.
궤도이심률은 0.1497로 완만하게 찌그러져 있다(그러나 통상적 타원궤도 가스행성들보다는 원에 가깝다). 2001년 10월 15일 Steve Vogt 연구진이 발견했는데, 도플러 효과를 응용하여 존재를 확인했다. 도플러 효과는 행성이 항성에 미치는 중력을 감지하여 행성의 존재를 알아내는 기법인데, 이 방법의 가장 큰 문제점은 오로지 행성의 최소 질량만을 알 수 있다는 것이다. 행성이 우리 시선 방향과 이루는 궤도경사각에 따라 행성은 실제보다 훨씬 더 무거울 수도 있다. HD 68988 b의 최소 질량은 목성의 약 2배로, 슈퍼목성으로 분류할 수 있다.

## 같이 보기
- HD 68988 c

## 참고 문헌
- (영어) Vogt;  외. (2002). “Ten Low-Mass Companions from the Keck Precision Velocity Survey”. 《The Astrophysical Journal》 568 (1): 352–362. doi:10.1086/338768. 2019년 12월 7일에 원본 문서에서 보존된 문서. 2009년 6월 21일에 확인함.
- (영어) Butler;  외. (2006). “Catalog of Nearby Exoplanets”. 《The Astrophysical Journal》 646 (1): 505–522. doi:10.1086/504701. 2019년 12월 7일에 원본 문서에서 보존된 문서. 2009년 6월 21일에 확인함.